# Picapauzinho-escamoso
O picapauzinho-escamoso (nome científico: Picumnus albosquamatus) é uma espécie de ave da família dos pica-paus.  Pode ser encontrado na Bolívia, Brasil e Paraguai, onde os seus habitats naturais são florestas secas tropicais ou subtropicais, úmidas de baixa altitude, e savana seca. Ela hibrida com o pica-pau-anão-barrado nas regiões onde suas áreas de ocorrência se sobrepõem.

## Descrição
O picapauzinho-escamoso pode alcançar um comprimento de dez a onze centímetros. Sua aparência é bastante variável. O macho tem uma coroa frontal vermelha, enquanto a fêmea tem uma coroa marrom ou preta. As partes superiores da cabeça e do corpo são marrom-oliva com manchas brancas, principalmente no manto. As asas são marrons na parte superior, com bordas claras nas secundárias e terciárias, e a cauda é marrom, as duas penas centrais são brancas e e existe uma mancha branca na borda externa perto da ponta. A garganta, o peito e o ventre são brancos com escamas pretas, os flancos e a parte inferior do ventre são menos escamados do que em outros lugares. A íris é castanha, o bico enegrecido e as patas cinzentas. Os espécimes juvenis é semelhante à fêmea, mas tem a coroa mais pálida.

## Distribuição ehabitat
O picapauzinho-escamoso se encontra distribuído nas regiões tropicais da América do Sul, incluindo partes da Bolívia, sul do Brasil e norte do Paraguai. Também é comum na região do Pantanal. A espécie não é migratória e pode ser encontrada em altitudes de até 2.100 metros. Ocupa áreas de planície úmida e floresta decídua de terras altas, savanas, matas e cerrados esparsamente arborizados e mais secos.

## Ecologia
Esta espécie foi pouco estudada; contudo, como outros membros do gênero, provavelmente se alimenta de insetos e outros pequenos invertebrados que acumula nas árvores. Ele se reproduz em buracos e fendas nas árvores; um orifício tinha cerca de 3 centímetros de diâmetro. A estação exata de reprodução é desconhecida, mas espécimes juvenis foram observados entre maio e dezembro.

## Status
O picapauzinho-escamoso tem uma variedade muito ampla e é bastante comum. A população parece estar estável, o que fez a União Internacional para a Conservação da Natureza avaliar seu estado de conservação como "pouco preocupante".

## Subespécies
São reconhecidas 4 subespécies:
- Picumnus albosquamatus albosquamatus (Orbigny, 1840) - ocorre do norte da Bolívia até o sudoeste do Brasil, no estado de Mato Grosso e na região adjacente do norte do Paraguai.
- Picumnus albosquamatus guttifer (Sundevall, 1866) - ocorre no Brasil, do leste do estado de Mato Grosso até o estado do Pará, Maranhão, Goiás e Minas Gerais.
- Picumnus albosquamatus albosquamatus (Orbigny, 1840) - ocorre do norte da Bolívia até o sudoeste do Brasil, no estado de Mato Grosso e na região adjacente do norte do Paraguai.
- Picumnus albosquamatus guttifer (Sundevall, 1866) - ocorre no Brasil, do leste do estado de Mato Grosso até o estado do Pará, Maranhão, Goiás e Minas Gerais.